# Джанібек
Джанібе́к (тат. Canibək, ?—1357) — хан Золотої Орди (1342—1357).

## Імена
- Джанібек — коротке ім'я, прийняте в історіографії.
- Джалал уд-Дін Махмуд Джанібек — повне ім'я.

## Біографія
Походив з роду Чингізидів. Син Узбек-хана. Прийшов до влади, вбивши своїх братів Тінібека та Хизра. Вів війни проти Литовсько-Руської держави. Підтримував великих московських князів Симеона Гордого та Івана II проти посилення Тверського князівства.
Водночас воював з генуезькими містами у Криму. 1343 року взяв в облогу місто Кафа, яка виявилася невдалою. У 1345 році Джанібек знову вирішив захопити Кафу, але штурм міста знову був невдалим через спалах чуми серед золотоординських військ. Під час облоги Джанібек наказав за допомогою катапульт закидати до Кафи трупи померлих від чуми. Це призвело до поширення епідемії чуми серед захисників Кафи і подальшого занесення на генуезьких кораблях Чорної смерті до середземноморських портів у Європі.
1349 року, як верховний володар Улусу Джучі, Джанібек в обмін на данину визнав права короля Казимира на галицьку Русь. 
У 1346–1353 роках чума, що прийшла з Китаю Шовковим шляхом, майже спустошила всі міста Золотої Орди. Значна частина населення перекочувала до пониззя Дону та Дніпра. Все це послабило економічне та військове становище країни.
1355 року литовсько-руський князь Ольгерд підкорив міста Чернігівщини, які були до того під владою Золотої Орди.
Зменшення населення і впливу на південноруські міста зумовило скорочення доходів ханської скарбниці. Джанібек був вимушений збільшити податки, вести нові війни для розширення земель та нових підданців.
1356 року почав військову кампанію в Азербайджані, розбив армію володаря Мелік Ашрафа, завоювавши Тебріз, намісником в якому зробив свого сина Бердібека. Після цього рушив проти Улуса Чагатаю. Його правитель шейх Увайс вимушений був визнати владу Золотої Орди. Джанібек заявив, що три улуси Монгольської імперії тепер під його контролем.
1357 року захворів. Скориставшись цим, його син Бердібек захопив у країни владу, вбивши батька та 12 братів.